# 30. únor

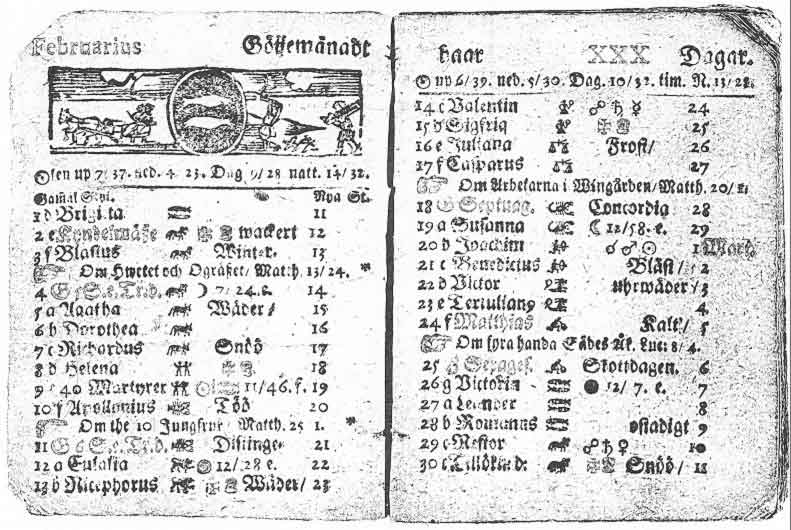
Švédský kalendář pro únor 1712

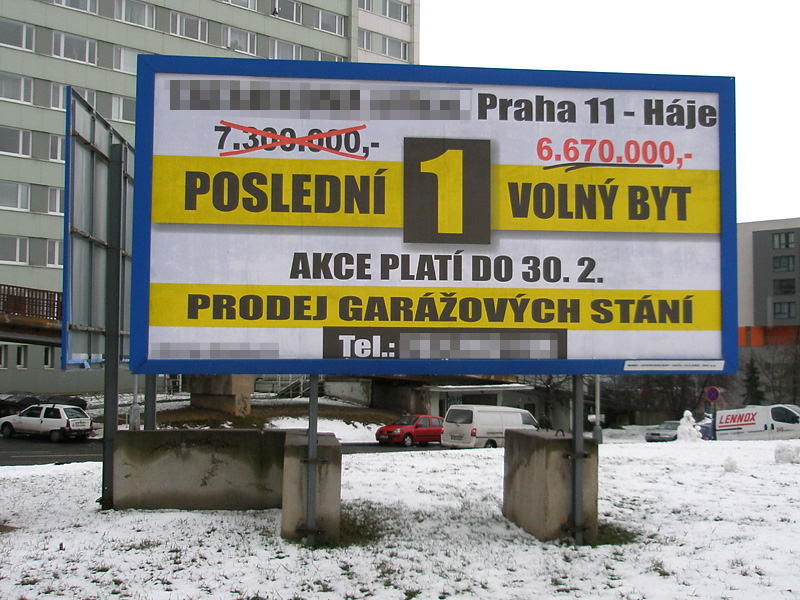
Datum 30. února se někdy objevuje jako důsledek lidské chyby. Zde ilustrační příklad z reklamy na billboardu. Pravděpodobně se nejedná o reklamní postup, kdy by chtěl inzerent přitáhnout pozornost viditelnou chybou.

V gregoriánském kalendáři má únor 28 nebo 29 dní. Avšak třikrát v historii vybraných zemí měl 30 dní.
Švédské království (ke kterému patřilo v té době i Finsko) plánovalo přechod z juliánského kalendáře na gregoriánský počínaje rokem 1700 vynecháním přestupných dní po dobu následujících 40 roků. (Proto rok 1700 ve Švédsku nepatřil mezi přestupné roky, ale roky 1704 a 1708 však byly v rozporu s plánem opět přestupné (roli zde hrála i Severní válka). Tak se švédský kalendář ocitl jeden den před kalendářem juliánským, ale stále deset dní pozadu za gregoriánským kalendářem. To bylo velmi nepraktické, neboť švédský kalendář se tak neshodoval s žádným jiným státem a další postupný přechod podle původního plánu by působil další zmatky (rozdíl by se každé 4 roky měnil). Tento problém byl prozatímně vyřešen roku 1712, kdy přidáním 30. února došlo k návratu k juliánskému kalendáři. Tento den odpovídal 29. únoru v juliánském a 11. březnu v gregoriánském kalendáři. Švédský přechod na gregoriánský kalendář byl nakonec uskutečněn až v roce 1753, a to najednou.
V roce 1929 Sovětský svaz zavedl revoluční kalendář, v kterém každý měsíc měl 30 dní a zbývajících 5 nebo 6 dní byly svátky bez příslušnosti k určitému měsíci. V letech 1930 a 1931 proto měli 30. únor, ale roku 1932 měsíce získaly původní počty dní.
V 13. století učenec Jan Sacrobosco (taky Sacro Bosco či Jan z Holywoodu) tvrdil, že v juliánském kalendáři měl únor 30 dní v přechodných rocích od 44 př. n. l. do 8 př. n. l., kdy Octavianus Augustus zkrátil únor, aby dal měsíci srpen (August) pojmenovaném po něm, stejnou délku jakou měl červenec, který byl pojmenovaný po jeho předchůdci Juliu Caesarovi. Avšak neexistuje žádný jiný historický důkaz pro toto tvrzení a pravděpodobně jde o mýtus, i když velmi starý.